# Sophronica flavofemorata
Sophronica flavofemorata là một loài bọ cánh cứng trong họ Cerambycidae.